# Frits Schür
Frederikus Johannes Maria Goduwes "Frits" Schür (Zuidlaarderveen, Tynaarlo, 22 de juliol de 1950) va ser un ciclista neerlandès que va competir com amateur. Del seu palmarès destaca la medalla de plata al Campionat del món en contrarellotge per equips de Mendrisio 1971. Va participar en els Jocs Olímpics de 1976
Un cop retirat va dirigir diferents equips ciclistes.

## Palmarès
- 1970
  - 1r a l'Olympia's Tour
- 1972
  - 1r a l'Olympia's Tour
  - 1r al Tour d'Algèria
- 1973
  - Vencedor d'una etapa a la Volta a Renània-Palatinat
- 1976
  - Vencedor de 2 etapes a la Cursa de la Pau
- 1977
  - 1r al Tour d'Overijssel
  - Vencedor d'una etapa a l'Olympia's Tour
- 1979
  - 1r a la Ronde van Gendringen